# Ꟶ
Cette page contient des caractères spéciaux ou non latins. S’ils s’affichent mal (▯, ?, etc.), consultez la page d’aide Unicode.
Ne doit pas être confondu avec Hêta ‹ Ͱ › ou H dimidié à gauche ‹ Ⱶ ›.
Ꟶ (minuscule ꟶ), appelée H dimidié à droite, moitié de H réfléchi ou moitié droite de H, est une lettre additionnelle utilisée en latin sur des inscriptions épigraphiques.

## Utilisation

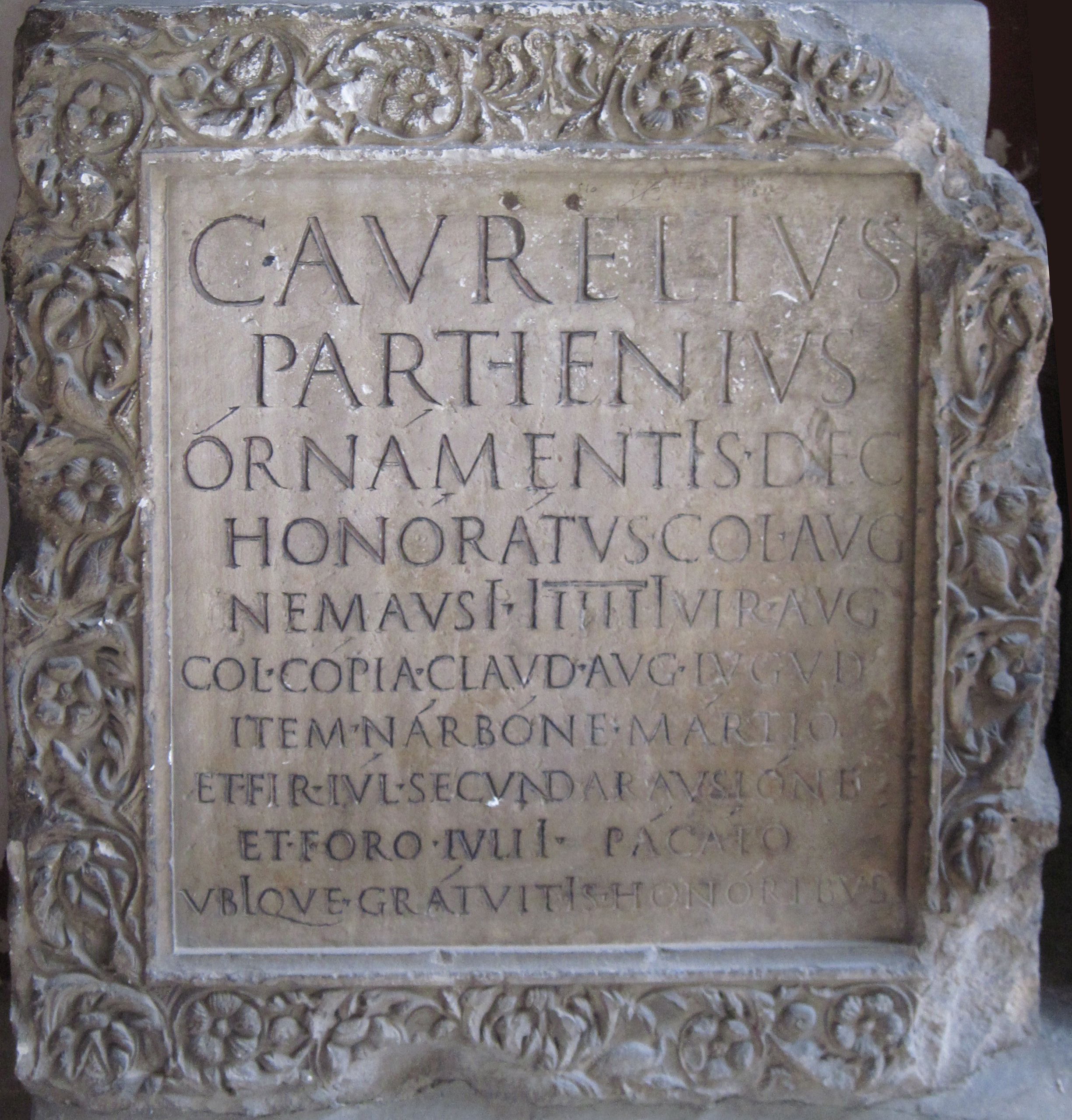
Le H dimidié à droite dans le mot PARTꟵENIUS, « Parthenius » sur la deuxième ligne d’une inscription épigraphique du Musée Archéologique de Nîmes.
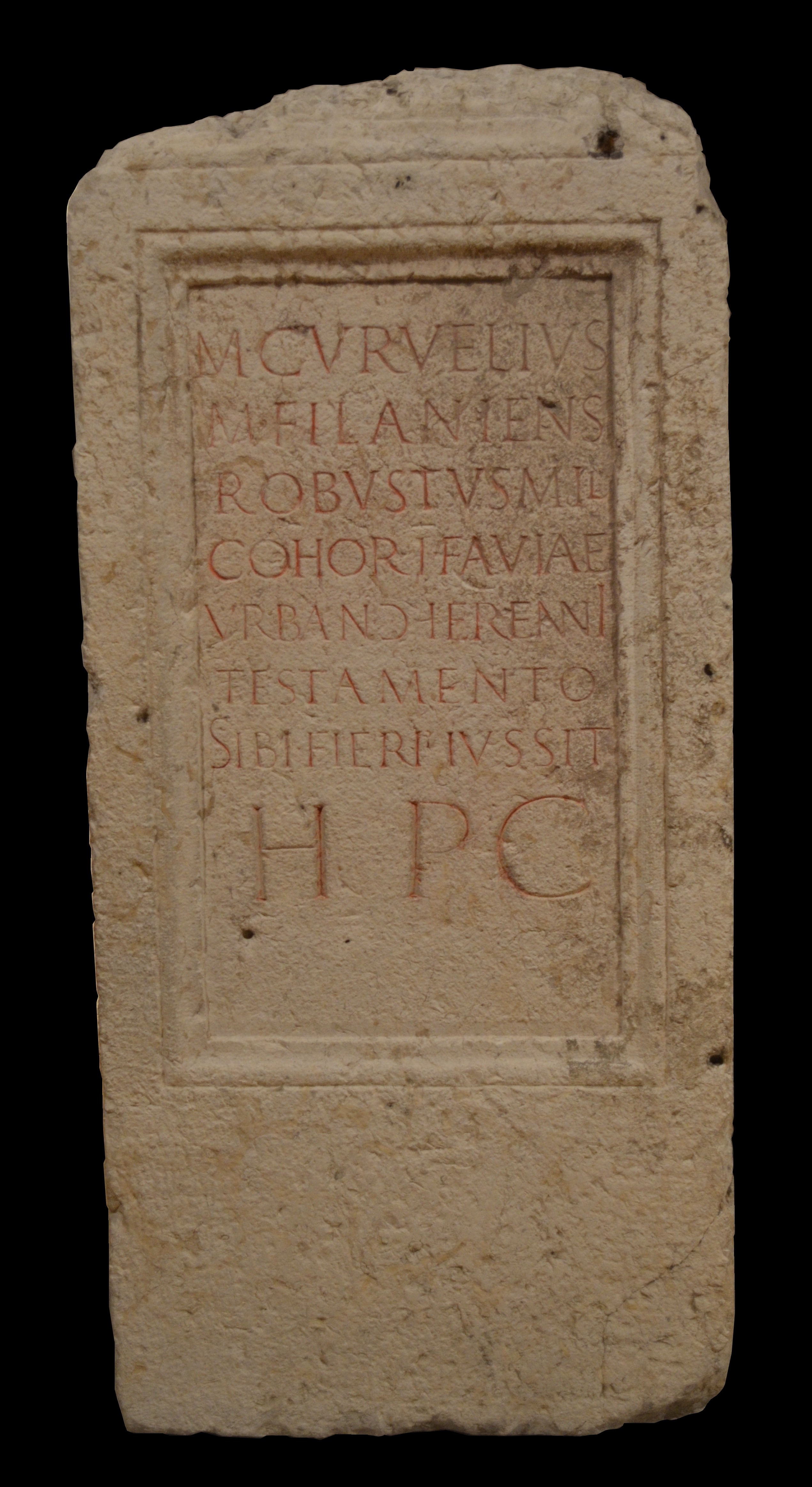
𐆛 ꟵIERENNI (c(enturia) Herenni(i)), « centurie de Herennius » sur une stèle romaine.

Le H dimidié à droite est un symbole utilisé dans plusieurs inscriptions épigraphiques de Gaule, dans la région de Lyon et de Nîmes. Elle se retrouve après les lettres c, p, t, et indique une prononciation aspirée, dans les mots à l’origine grec et correspondant aux lettres grecques χ, φ, θ ; ou se retrouve aussi parfois en début de mot, par exemple Ob ꟶonorem ou Iulia Ꟶelene .

## Représentation informatique
Le H dimidié à droite peut être représenté avec les caractères Unicode (formes numérales) suivants :
| formes    | représentations | chaînes de caractères | points de code | descriptions                      |
| --------- | --------------- | --------------------- | -------------- | --------------------------------- |
| capitale  | Ꟶ               | Ꟶ                     | U+A7F5         | lettre majuscule latine h dimidié |
| minuscule | ꟶ               | ꟶ                     | U+A7F6         | lettre minuscule latine h dimidié |